# Alex Seropian
Alexander Seropian (nascido em 1969) é um desenvolvedor americano de jogos eletrônicos, um dos fundadores iniciais e mais tarde presidente da Bungie, desenvolvedor da série de jogos eletrônicos Marathon, Myth e Halo. Seropian se interessou por programação de computadores na faculdade e se uniu ao colega Jason Jones para publicar o jogo de Jones Minotaur: The Labyrinths of Crete. Os dois se tornaram parceiros, e a Bungie cresceu e se tornou a desenvolvedora mais conhecida de jogos para Apple Macintosh antes de ser comprada pela Microsoft em 2001.
Em 2004, Seropian deixou a Bungie e criou a Wideload Games, com o objetivo de otimizar o desenvolvimento de jogos. A pequena equipe de desenvolvimento de núcleo da Wideload trabalhou com contratados externos para produzir Stubbs the Zombie e Hail to the Chimp. A Wideload foi adquirida pela Disney em 2009. Como parte do acordo, Seropian se tornou vice-presidente de desenvolvimento de jogos da Disney Interactive Studios. Em 2012, ele deixou a posição de iniciar a Industrial Toys, uma empresa focada em jogos para celular.

## Biografia

### Início de vida
Alex Seropian frequentou a Universidade de Chicago e ingressou na fraternidade Phi Delta Theta, onde conheceu um de seus futuros colegas Jason Jones. Interessado em programação de computadores, Seropian estava cursando matemática com ênfase em ciência da computação, pois o Departamento de Ciência da Computação não oferecia cursos de graduação na época. Ele se formou em 1991 com um diploma de bacharel em matemática. Antes de se formar, Seropian estava morando com o pai, dormindo no sofá e discutindo se deveria conseguir um emprego ou criar sua própria empresa de jogos eletrônicos. O pai de Seropian o aconselhou a aceitar um emprego para obter experiência, mas no dia seguinte, Seropian decidiu fundar sua própria empresa. "Meu pai é mestre em psicologia reversa", disse Seropian.

### Bungie
O primeiro jogo de Seropian foi um clone de Pong autopublicado chamado Gnop! para Apple Macintosh. O jogo era gratuito, embora alguns clientes pagassem US$ 15 pelo código fonte do jogo. Em 1991, ele fundou a Bungie e publicou seu primeiro jogo comercial, Operation: Desert Storm. Seropian vendeu 2.500 cópias do jogo, montando as caixas e enviando-as pelo quarto. Seropian fez parceria com seu colega de classe de Inteligência Artificial Jason Jones para publicar o quase completo Minotaur: The Labyrinths of Crete; o jogo vendeu cerca de 2.500 cópias - exigia um modem então raro para jogar em rede - e desenvolveu um número dedicado de seguidores. Depois de publicar Minotaur, os dois formaram uma parceria.
Para o próximo título da Bungie, Pathways into Darkness, de 1993, Seropian contratou um terceiro membro da equipe para trabalhos gráficos. O jogo foi o primeiro jogo tridimensional de mapeamento de texturas no Mac e o primeiro verdadeiro jogo de tiro em primeira pessoa. Em 1994, a Bungie havia crescido para seis funcionários e havia se mudado para um escritório degradado de Chicago - uma antiga escola religiosa convertida localizada em frente a uma casa de crack. Seu próximo título, Marathon, começou o desenvolvimento como uma sequência de Pathways, mas ficou maior. No lançamento, ganhou vários prêmios e estabeleceu a Bungie como a principal desenvolvedora de jogos para Mac.
Para Halo: Combat Evolved, Seropian notou que a empresa precisava incorporar novos recursos, como som surround e cinemáticas. Halo vendeu mais de 4 milhões de unidades em 2004 e fundou uma franquia de mídia que abrange sequências, livros e música. Seropian deixou a Bungie em 2002 para passar um tempo com sua nova família, mas também devido a frustrações com o processo de desenvolvimento de jogos.

### Wideload Games
Seropian fundou seu próprio estúdio em 2004, chamado Wideload Games, com o objetivo de ser mais simplificado do que a maioria dos estúdios de jogos eletrônicos. Chamando o método de desenvolvimento de jogos de "quebrado", a Wideload começou com uma equipe de 10 pessoas, com o plano de terceirizar a maior parte do desenvolvimento, para ficar dentro do orçamento. Seropian disse que a ideia surgiu da descoberta de que suas suposições de uma década sobre como fazer jogos não se aplicavam necessariamente ao futuro. Seropian procurou pistas na indústria cinematográfica, dizendo que ajudava a olhar para uma indústria antiga que vinha resolvendo os mesmos tipos de problemas por um período mais longo que os jogos eletrônicos. O modelo de desenvolvimento externo permitiu à Wideload se concentrar no aspecto criativo de um projeto e adicionou flexibilidade em que tipos de projetos a equipe poderia assumir. A Wideload produziu dois jogos, Stubbs the Zombie in Rebel Without a Pulse, de 2005 e Hail to the Chimp, de 2008.
Em 8 de setembro de 2009, a Disney adquiriu a Wideload. Seropian se juntou à Disney para liderar sua equipe interna de desenvolvimento de jogos, Disney Interactive Studios. A venda da Wideload não foi planejada originalmente: a Wideload e a Disney começaram a trabalhar juntas em um título e, quando as conversas se voltaram para um "escopo e visão mais amplos", as duas empresas "descobriram que tinham muito em comum", disse Seropian. Seropian deixou a Disney em fevereiro de 2012. Seropian também atua como o segundo "designer de jogos da Universidade DePaul" em residência; DePaul é a primeira universidade de artes liberais a oferecer um diploma de bacharel em design de jogos.

### Industrial Toys
Em 2012, Seropian fundou um estúdio chamado Industrial Toys. A empresa planeja desenvolver jogos para celular para os jogadores principais. O primeiro título da Industrial Toys, Midnight Star, foi anunciado como um jogo de ficção científica projetado com plataformas móveis baseadas em toque e estreou em fevereiro de 2015. Em julho de 2018, a Industrial Toys foi adquirida pela Electronic Arts.